# Senecio megaphylla
Senecio megaphylla là một loài thực vật có hoa trong họ Cúc. Loài này được Greenm. miêu tả khoa học đầu tiên.